# Brandner E-300
Brandner E-300 byl egyptský turbokompresorový motor vyvinutý v 60. letech 20. století pro lehký stíhací letoun Helwan HA-300.

## Vznik a vývoj
Rakouský inženýr Ferdinand Brandner, který se předtím jako válečný zajatec v SSSR podílel na konstrukci turbovrtulového motoru Kuzněcov NK-12, pohánějící bombardér Tupolev Tu-95, v 60. letech přišel do Egypta jako hlava konstrukční skupiny pověřené vývojem pohonné jednotky pro letoun Helwan HA-300, vyvíjený německými konstruktéry pod vedením Willy Messerschmitta.
Motor zahájil statické zkoušky v roce 1963 a poté letové pod křídlem Antonovu An-12, předtím než 29. března 1967 zahájil rychlostní zkoušky v modifikovaném indickém stroji HAL HF-24 Marut. Typ E-300 byl instalován v jeho třetím prototypu, u nějž nahradil jeden z dvojice motorů Bristol Siddeley Orpheus (kterými byly vybaveny předchozí exempláře HF-24 Marut), a nejméně jednou s ním úspěšně vzlétl, ale v květnu 1969 byl další vývoj zastaven po opuštění celého projektu HA-300.

## Varianty
E-300-A
Vojenská verze pro HA-300
E-300-C1
Civilní verze pro třímotorový dopravní letoun plánovaný pod označením Projekt 206.
E-300-C2
Plánovaná výkonnější verze E-300-C1.
E-300-AF
Projektovaná turbodmychadlová varianta.

## Užití na letadlech
- HAL Marut (zkušební Marut IBX, zvažovaná sériová verze)[2]
- Helwan HA-300 (prototyp)

## Specifikace
Údaje podle

### Technické údaje
- Typ: proudový motor s přídavným spalováním
- Délka: 4 300 mm
- Průměr: 840 mm
- Suchá hmotnost: 860 kg

### Součásti
- Kompresor: devítistupňový axiální
- Spalovací komora: trubkovo-prstencová
- Turbína: dvoustupňová axiální

### Výkony
- Maximální tah: 32,4 kN (suchý tah); 47,2 s přídavným spalováním
- Stupeň stlačení: 6:1
- Obtokový poměr:
- Měrná spotřeba paliva:
- Poměr tah/hmotnost: 3,310 (suchý); 5,581 (s přídavným spalováním)